# 並建村
並建村（なみたてむら）は、熊本県の北部に位置していた村。

## 地理
田園地帯が広がっており、除川から用水路として水を引いている。

## 歴史
- 1874年 - 大保村と浜江村が合併し並建村が成立。
- 1889年4月1日 - 町村制施行により白石村、畠口村との町村組合による行政。
- 1955年4月1日 - 八分字村、藤富村、浜田村、白石村、畠口村と新設合併し、飽田村発足。

## 学校
- 並建村立並建小学校